# Bible polyglotte de Paris
La Bible polyglotte de Paris (ou en abrégé Polyglotte de Paris) est une édition monumentale de la Bible en sept langues (hébreu, samaritain, chaldéen, grec, syriaque, latin et arabe), réalisée à Paris au XVIIe siècle sur la commande et aux frais de Guy Michel Lejay, avocat au Parlement de Paris (d'où son autre nom de Bible Lejay). Ses neuf tomes, formant dix volumes, ont été imprimés entre mars 1628 et octobre 1645 par Antoine Vitré. Cette « Polyglotte » avait deux précédents au XVIe siècle, sur lesquels elle s'appuya et qu'elle prétendit dépasser : la Polyglotte d'Alcalá (1514-1517), qui intégrait quatre langues, et la Polyglotte d'Anvers (1569-1572), qui en intégrait cinq. Elle fut suivie par la Polyglotte de Londres (1654-1657), qui ajouta le persan et l'éthiopien.
Le titre exact, en latin, est : Biblia hebraïca, samaritana, chaldaïca, græca, syriaca, latina, arabica, quibus textus originales totius Scripturæ Sacræ, quorum pars in editione Complutensi, deinde in Antverpiensi regiis sumptibus exstat, nunc integri ex manuscriptis toto fere orbe quæsitis exemplaribus exhibentur.

## Les origines du projet
L'origine première de l'entreprise paraît remonter à l'orientaliste italien Giambattista Raimondi (v. 1536-1614), qui eut le projet d'imprimer la Bible dans les six principales langues du christianisme oriental (arabe, syriaque, copte, éthiopien, persan et arménien). Il y intéressa d'abord le pape Grégoire XIII, mais la mort de ce dernier (1585) l'empêcha d'aboutir. Le pape Paul V, intronisé en 1605, manifesta à nouveau de l'intérêt pour l'idée et en parla à deux ambassadeurs de France successifs auprès du Saint-Siège : le cardinal Duperron (1604-1606), puis François Savary de Brèves (1607-1614), lui-même savant orientaliste. Un autre érudit influent, à Paris, fut gagné au projet : Jacques-Auguste de Thou, à la fois ami de Duperron et oncle de la femme de Savary de Brèves, Anne de Thou.
Pendant son séjour à Rome, Savary de Brèves mit sur pied une imprimerie destinée à l'édition de livres orientaux, la Typographia Savariana, pour laquelle il fit fabriquer les poinçons des caractères arabes, syriaques et persans : en effet, comme ambassadeur de France dans l'Empire ottoman (1591-1605), il avait pu constater l'état culturel désastreux dans lequel se trouvaient les communautés chrétiennes orientales, et s'était mis en tête d'y remédier. Il s'assura la collaboration de deux chrétiens libanais, anciens élèves du Collège maronite de Rome, Victor Scialac et Gabriel Sionite, ensuite rejoints par un troisième, Jean Hesronite. En 1614, il fut rappelé à Paris par la reine Marie de Médicis ; il emporta avec lui le matériel de son imprimerie et emmena les trois savants libanais. Plus tard, après sa mort, en 1632, les caractères orientaux de la Typographia Savariana furent rachetés par l'Imprimerie royale du Louvre à l'instigation de Richelieu.
L'intérêt du gouvernement pour le projet se traduisit par le fait que dès leur arrivée à Paris, les maronites se virent accorder une pension annuelle de 600 livres (qui fut portée à 2 000 livres en 1619 pour Gabriel Sionite, qui était devenu professeur d'arabe et de syriaque au Collège royal). Cependant, l'entreprise connut de nombreux obstacles : la difficulté de se procurer des manuscrits (notamment pour le syriaque : la Polyglotte d'Anvers ne comportait pour cette langue ni l'Ancien Testament, ni quatre des Épîtres catholiques, ni l'Apocalypse, des textes qui n'avaient en conséquence jamais été imprimés) ; les morts successives de Jacques-Auguste de Thou (1617) et du cardinal Duperron (1618). Le projet fut redéfini comme une simple Bible bilingue arabe-latin, mais cela même parut hors de portée car Savary de Brèves et Gabriel Sionite se brouillèrent, le premier reprochant au second son manque d'ardeur au travail. En 1619 l'entreprise fut relancée par une assemblée du clergé de France tenue à Blois, qui agréa une requête des maronites et vota une allocation de 8 000 livres ; mais en 1625 Gabriel Sionite, faisant paraître à ses frais une édition bilingue syriaque-latin du Livre des Psaumes, se plaint amèrement dans la préface que cet argent fut entièrement détourné.

## L'entreprise de Lejay
Le projet, semblant complètement tombé à l'eau (Gabriel Sionite se préparait à retourner à Rome et en avait même reçu l'autorisation expresse) fut sauvé in extremis en 1627 par Guy Michel Lejay, avocat au Parlement de Paris, disposant d'une fortune importante et intéressé par l'étude des langues orientales. Le cardinal de Bérulle fut chargé par le pape Urbain VIII d'examiner sa conception, qui fut agréée. Lejay s'associa à l'imprimeur Antoine Vitré (qui en 1630 reçut officiellement la qualité d'« imprimeur du roi ès langues orientales »). Des séries de caractères furent commandées aux imprimeurs-fondeurs Guillaume Le Bé et Jacques de Sanlecques, en plus de celles de Savary de Brèves, qui furent récupérées. Le papier, fabriqué exprès, mérita par sa haute qualité le nom de « papier impérial ». Les premiers feuillets sortirent de la presse en mars 1628.
Cependant ce n'était que le début d'un travail qui dura plus de dix-sept ans, du fait notamment des retards causés par Gabriel Sionite : il était responsable des versions syriaques et arabes, qui étaient les deux principales innovations de la nouvelle édition par rapport à la Polyglotte d'Anvers ; or, il entra rapidement en conflit avec Lejay et Vitré, qui lui reprochaient, comme avant eux Savary de Brèves, de ne pas fournir le travail requis. La querelle alla à ce point qu'en 1640, soupçonné de chercher à quitter la France sans rendre ce qu'il devait, Sionite fut enfermé à Vincennes sur l'ordre du cardinal de Richelieu jusqu'à ce qu'il eût terminé son travail. Lejay conserva d'ailleurs son enthousiasme pour l'entreprise : alors que Richelieu, soucieux de concurrencer la gloire du cardinal Jiménez de Cisneros, instigateur de la Polyglotte d'Alcalá, lui proposa de racheter l'affaire, il refusa toujours.
L'ouvrage fut terminé en octobre 1645 (date indiquée : 1er octobre). Il comprenait neuf tomes formant dix volumes et divisé en deux corps : d'abord les cinq premiers tomes (six volumes), qui contiennent l'Ancien Testament en hébreu, chaldéen, grec et latin, puis (cinquième tome en deux volumes) le Nouveau Testament en grec, latin, syriaque et arabe, avec chaque fois des traductions latines pour les versions en langue orientale ; ensuite les quatre derniers tomes, qui contiennent l'Ancien Testament en syriaque et en arabe (avec traductions latines) et deux versions du Pentateuque samaritain, avec une seule traduction latine. Les principaux collaborateurs scientifiques avaient été : Philippe d'Aquin, chargé de superviser l'impression des textes hébreu et chaldéen ; Gabriel Sionite et, à un moindre degré, Jean Hesronite, chargés de l'essentiel des versions syriaques et arabes et de leur traduction en latin ; Abraham Ecchellensis, qui s'occupa du Livre de Ruth en syriaque et arabe (avec les traductions latines) et du Deuxième Livre des Macchabées en arabe ; l'oratorien Jean Morin, spécialiste du Pentateuque samaritain.
Il faut dire quelques mots de ce dernier texte, qui est un des principaux apports de l'édition. Cette Bible samaritaine avait été apportée en France en 1619 par Achille de Harlay de Sancy, ambassadeur de France à Constantinople de 1610 à 1619, qui à son retour était entré dans la Congrégation de l'Oratoire et avait fait don à sa bibliothèque des nombreux manuscrits grecs et hébreux qu'il avait collectés en Orient. La Bible samaritaine était donc devenue l'objet d'étude de son collègue Jean Morin, et c'est le cardinal de Bérulle, supérieur de l'Oratoire, qui avait incité Lejay à l'intégrer au projet. Il faut remarquer que la langue de ce texte n'est pas l'araméen samaritain, appelé usuellement, de nos jours, « samaritain », mais en fait de l'hébreu écrit dans un alphabet particulier, différent de celui qu'utilisent les Juifs. C'est donc de façon un peu abusive qu'on parle d'une « septième langue » dans la Polyglotte.

## Jugements et suites
Lejay avait dépensé plus de trois cent mille francs dans l'entreprise. Le résultat fut critiqué pour plusieurs raisons : d'abord on releva beaucoup de fautes et de coquilles ; ensuite, dans la première partie, c'était une reproduction pure et simple, chaque fois que possible, de la Polyglotte d'Anvers, sans tenir compte des éditions plus récentes, ce qui était en principe obligatoire pour les éditions approuvées par Rome ; d'ailleurs, malgré la prétention du titre, les nouvelles versions ont été établies à partir de très peu de manuscrits, trouvés au hasard. De plus, l'ouvrage était très incommode : les volumes étaient énormes et très lourds, et si on voulait comparer les versions, il fallait en plus prendre des volumes différents. Il n'y avait d'ailleurs aucun apparat pour faciliter la recherche et l'explication, et aucun lexique. Ainsi, l'ouvrage se recommandait surtout par la somptuosité matérielle de sa réalisation, mais était voué à avoir très peu d'utilité.
L'entreprise fut un échec commercial retentissant ; Lejay, ruiné, entra dans les ordres l'année suivante, et devint doyen de Vézelay. Il exigea un prix trop élevé et refusa obstinément tout rabais. Il rejeta une proposition anglaise de lui acheter 600 exemplaires pour la moitié du prix qu'il réclamait. C'est alors que fut lancé à Londres un ouvrage concurrent coordonné par Brian Walton : non seulement il ajoutait des livres en deux langues (persan et éthiopien), et utilisait des textes meilleurs pour le latin et le grec, mais il était matériellement plus pratique et mieux conçu, avec moins de coquilles, et avec un apparat et même plus tard un lexique. L'achèvement de la Polyglotte de Londres (1657), malgré sa mise à l'Index par Rome, fut la fin de la carrière commerciale de celle de Paris.